# Министър-председател на Израел
Министър-председателят на Израел е избраният ръководител на израелското правителство. Обикновено той е лидер на най-голямата политическа партия или на коалиция в Кнесета (израелския парламент).

## Министър-председатели на Израел от1948г. до днес
| №    | Портрет         | Име (Роден-Починал)            | Встъпил в длъжност    | Напуснал длъжност        | Партия          | Бележки |
| ---- | --------------- | ------------------------------ | --------------------- | ------------------------ | --------------- | --- |
| 1    |                 | Давид Бен-Гурион (1886 – 1973) | 14 май 1948           | 26 януари 1954 оставка   | Мапаи           | Основател и първи министър-председател на държавата Израел. |
| 2    |                 | Моше Шарет (1894 – 1965)       | 26 януари 1954        | 3 ноември 1955           | Мапаи           | Дясната ръка на Давид Бен-Гурион и негов министър на външните работи. |
| (1)  |                 | Давид Бен-Гурион (1886 – 1973) | 3 ноември 1955        | 26 юни 1963 оставка      | Мапаи           | Бил е министър-председател (1948 – 1954). |
| 3    |                 | Леви Ешкол (1895 – 1969)       | 26 юни 1963           | 26 февруари 1969 умира   | Мапаи           | Освен премиер е и министър на отбраната. |
| -    |                 | Игал Алон (1918 – 1980)        | 26 февруари 1969      | 17 март 1969 действащ    | Мапаи           | Освен действащ премиер е и министър на имиграцията. |
| 4    |                 | Голда Меир (1898 – 1978)       | 17 март 1969          | 3 юни 1974 оставка       | Партия на Труда | Първата жена министър-председател. |
| 5    |                 | Ицхак Рабин (1922 – 1995)      | 3 юни 1974            | 20 юни 1977 оставка      | Партия на Труда | Пенсиониран генерал. Бил е началник на генералния щаб на армията. |
| 6    |                 | Менахем Бегин (1913 – 1992)    | 20 юни 1977           | 10 октомври 1983 оставка | Ликуд           | Първият министър-председател който не идва от Партията на Труда. |
| 7    |                 | Ицхак Шамир (1915 – 2012)      | 10 октомври 1983      | 13 септември 1984        | Ликуд           | Преди да стане премиер е бил председател на Кнесета. |
| 8    |                 | Шимон Перес (1923 – 2016)      | 13 септември 1984     | 20 октомври 1986         | Партия на Труда | Преди да стане премиер е бил министър на отбраната. |
| (7)  |                 | Ицхак Шамир (1915 – 2012)      | 20 октомври 1986      | 13 юли 1992              | Ликуд           | Бил е министър-председател (1983 – 1984). |
| (5)  |                 | Ицхак Рабин (1922 – 1995)      | 13 юли 1992           | 4 ноември 1995 убит      | Партия на Труда | Бил е министър-председател (1974 – 1977). |
| (-)  |                 | Шимон Перес (1923 – 2016)      | 4 ноември 1995        | 22 ноември 1995          | Партия на Труда | Изпълняващ длъжността премиер (4 – 22 ноември 1995). Бил е министър-председател (1984 – 1986). |
| (8)  | 22 ноември 1995 | Шимон Перес (1923 – 2016)      | 18 юни 1996           |                          | Партия на Труда | Изпълняващ длъжността премиер (4 – 22 ноември 1995). Бил е министър-председател (1984 – 1986). |
| 9    |                 | Бенямин Нетаняху (р. 1949)     | 18 юни 1996           | 6 юли 1999               | Ликуд           | Преди да стане премиер е бил лидер на опозицията. |
| 10   |                 | Ехуд Барак (р. 1942)           | 6 юли 1999            | 7 март 2001              | Партия на Труда | Пенсиониран генерал. Бил е началник на генералния щаб на армията и министър на външните работи. |
| 11   |                 | Ариел Шарон (1928 – 2014)      | 7 март 2001           | 24 ноември 2005          | Ликуд           | Пенсиониран генерал. Бил е министър на отбраната и на външните работи. |
| (11) | 24 ноември 2005 | Ариел Шарон (1928 – 2014)      | 14 април 2006 оставка | Кадима                   |                 | Пенсиониран генерал. Бил е министър на отбраната и на външните работи. |
| (-)  |                 | Ехуд Олмерт (р. 1945)          | 4 януари 2006         | 14 април 2006            | Кадима          | Изпълняващ длъжността премиер (4 януари – 14 април 2006). Бил е кмет на Ерусалим. |
| 12   | 14 април 2006   | Ехуд Олмерт (р. 1945)          | 31 март 2009          |                          | Кадима          | Изпълняващ длъжността премиер (4 януари – 14 април 2006). Бил е кмет на Ерусалим. |
| (9)  |                 | Бенямин Нетаняху (р. 1949)     | 31 март 2009          | 9 април 2019             | Ликуд           | Бил е министър-председател (1996 – 1999). |
| (-)  | 9 април 2019    | Бенямин Нетаняху (р. 1949)     | 17 май 2020           |                          | Ликуд           | Бил е министър-председател (1996 – 1999). |
| (9)  | 17 май 2020     | Бенямин Нетаняху (р. 1949)     | 13 юни 2021           |                          | Ликуд           | Бил е министър-председател (1996 – 1999). |
| 13   |                 | Нафтали Бенет (р. 1972)        | 13 юни 2021           | 1 юли 2022               | Ямина           | Бил е министър на икономиката (2013 – 2015) Министър по религиозните въпроси (2013 – 2015) Министър по въпросите на еврейската диаспора (2013 – 2019) Министър на образованието (2015 – 2019) Министър на отбраната (2019 – 2020) |
| 14   |                 | Яир Лапид (р. 1963)            | 1 юли 2022            | 29 декември 2022         | Йеш Атид        | Бил е министър на финансите (2013 – 2014) Лидер на опозицията (2020 – 2021). Mинистър на външните работи |
| (9)  |                 | Бенямин Нетаняху (р. 1949)     | 29 декември 2022      | настоящ                  | Ликуд           | Два пъти министър-председател на страната: 1996 – 1999 и 2009 – 2021 г. |

## Живи бивши министър-председатели
| Министър-председател | Дата на раждане      | Мандат                               |
| -------------------- | -------------------- | ------------------------------------ |
| Ехуд Барак           | 12 февруари 1942 г.  | 1999–2001                            |
| Ехуд Олмерт          | 30 септември 1945 г. | 2006–2009                            |
| Бенямин Нетаняху     | 21 октомври 1949 г.  | 1996-1999 / 2009-2021 / 2022–настоящ |
| Яир Лапид            | 5 ноември 1963 г.    | 2022                                 |
| Нафтали Бенет        | 25 март 1972 г.      | 2021–2022                            |

Към 20 април 2025 г. има четирима живи бивши министър-председатели на Израел. Най-скорошната смърт на бивш министър-председател е на 28 септември 2016 г. на Шимон Перес (1984 – 1986 / 1995 - 1996).
- Ехуд Барак
(1999 – 2001)
12 февруари 1942 г. (83 г.)
- Ехуд Олмерт
(2006 – 2009)
30 септември 1945 г. (79 г.)
- Бенямин Нетаняху
(1996 – 1999
2009 – 2021
2022 - )
21 октомври 1949 г. (75 г.)
- Нафтали Бенет
(2021 – 2022)
25 март 1972 г. (53 г.)
- Яир Лапид
(2022)
5 ноември 1963 г. (61 г.)